# Шуклин, Александр Иванович
Александр Иванович Шуклин (27 августа 1947, Новосибирск — 19 мая 2014, Киев) — советский самбист и дзюдоист, призёр чемпионатов СССР по самбо, призёр командного чемпионата Европы по дзюдо, Мастер спорта СССР международного класса по самбо и дзюдо, заслуженный тренер Украины.

## Биография
Тренировался под руководством заслуженного тренера СССР Я. И. Волощука. Был членом сборной команды страны по самбо и дзюдо, победителем и призёром всесоюзных и международных соревнований. После оставления большого спорта тренировал армейских спортсменов.
Был президентом, а затем почётным президентом Федерации самбо Украины. Основал в Киеве клуб дзюдо «Спартаковец» (ныне «Юный спартаковец»). 
Умер 19 мая 2014 года. Похоронен на Совском кладбище (Киев).

## Спортивные результаты

### Самбо
- Чемпионат СССР по самбо 1966 года — ;
- Чемпионат СССР по самбо 1969 года — ;

### Дзюдо
- Первенство Европы по дзюдо среди юниоров 1967 года — ;
- Первенство Европы по дзюдо среди юниоров 1968 года — ;